# Bowringia
Bowringia là một chi thực vật có hoa trong họ Đậu.